# Progresso Americano

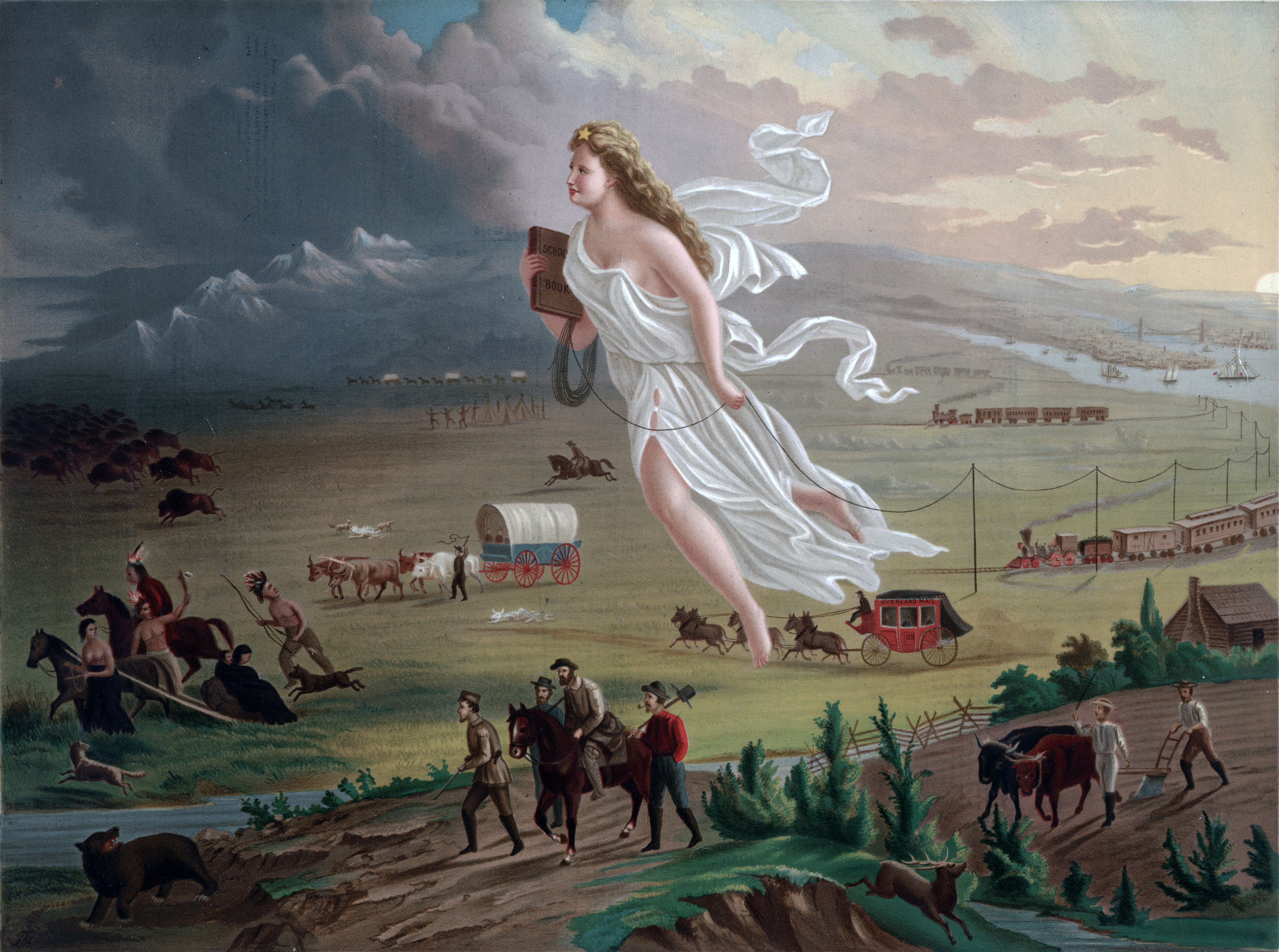
Progresso Americano (1872)

Progresso Americano é uma pintura de 1872 de John Gast, um pintor, tipógrafo e litógrafo nascido da Prússia que viveu e trabalhou a maior parte de sua vida no Brooklyn, Nova Iorque. A pintura, uma alegoria do Destino Manifesto, foi amplamente divulgada em impressões cromolitograficas. Está atualmente no Museu Autry do Oeste Americano em Los Angeles.
Pouco se sabe sobre a vida de Gast além do fato de ter pintado a obra e de que nasceu em 21 de dezembro de 1842, em Berlim, e morreu em 26 de julho de 1896, no Brooklyn.

## Descrição
Progresso Americano tornou-se um exemplo seminal da arte ocidental norte-americana. A pintura serve como uma alegoria para a doutrina do Destino Manifesto e a expansão para o oeste dos Estados Unidos. A pintura de 12,75 por 16,75 polegadas foi encomendada em 1872 por George Crofutt, um editor de guias de viagem da Western American, e tem sido frequentemente reproduzida. A mulher ao centro é chamada de "Progresso", e na cabeça dela está o que Crofutt chama de "A Estrela do Império". Progresso se move do leste luminoso para o oeste sombrio e traiçoeiro, conduzindo colonos brancos que a seguem a pé ou de diligência, cavalo, carroça, vagões ou trens a vapor. Progresso segura um fio telegráfico com uma mão e carrega um livro didático na outra. Enquanto se move para o oeste, povos indígenas e uma manada de búfalos são vistos fugindo dela e dos colonos.
Progresso Americano também retrata visualmente o processo de expansão para o oeste. A figura de Progresso está dando inicia a uma era de modernização, desenvolvimento e avanço para o Oeste, que é retratado como um lugar escuro e selvagem, especialmente quando comparado ao leste da pintura. Com a introdução desse desenvolvimento, os povos indígenas que vivem no Oeste, assim como seus costumes e modo de vida, são expulsos.